# Leo Sauer
Leo Sauer (* 16. Dezember 2005 in Bratislava) ist ein slowakischer Fußballspieler.

## Karriere

### Verein
Nachdem Leo Sauer in seiner Jugend bis 2018 bei Slovan Bratislava gespielt hatte, zog es ihn weiter zu MŠK Žilina, wo er im Juli 2022 von der U19 in die U21 von Feyenoord Rotterdam verliehen wurde. Nach einer Spielzeit wechselte er dann auch fest zu dieser und ist seit September 2023 im Kader von Feyenoord in der Eredivisie. Sein Debüt in der Liga gab er am 20. August 2023 bei einem 2:2 gegen Sparta Rotterdam, als er zur zweiten Halbzeit für Alireza Jahanbakhsh eingewechselt wurde. In der 90.+1. Minute erzielte er mit dem 2:2-Ausgleichstreffer sein erstes Tor für die Mannschaft. Im September 2023 debütierte er in der Champions League. Für die Saison 2024/25 wurde Sauer an NAC Breda verliehen.

### Nationalmannschaft
Von August 2021 bis März 2022 kam er mit der slowakischen U17 in mehreren Qualifikationsspielen zum Einsatz und nahm mit seiner Mannschaft am Torneio Internacional Algarve teil. Auch bei der U18 und die U19 hatte er einige Einsätze. Mit der U20 folgte anschließend die Teilnahme an der U-20-Weltmeisterschaft 2023, bei der er zwei Torvorlagen lieferte. Im September 2023 debütierte er bei der U21.
Für die slowakischen A-Nationalmannschaft debütierte er am 26. März 2024, als er bei einem 1:1-Freundschaftsspiel gegen Norwegen in der 83. Minute für Róbert Boženík eingewechselt wurde. Bei der Europameisterschaft 2024 stand er im slowakischen Kader und kam im Gruppenspiel gegen die Ukraine zu einem Kurzeinsatz.

## Erfolge und Auszeichnungen
- Niederländischer Pokalsieger: 2024 (Feyenoord Rotterdam)
- Niederländischer Superpokalsieger: 2024 (Feyenoord Rotterdam)
- Slowakeis U21-Fußballer des Jahres: 2023, 2024